# Cheirostylis dendrophila
Cheirostylis dendrophila är en orkidéart som beskrevs av Rudolf Schlechter. Cheirostylis dendrophila ingår i släktet Cheirostylis och familjen orkidéer.

## Underarter
Arten delas in i följande underarter:
- C. d. dendrophila
- C. d. lancilabris